# د راکس، نیو ساوت ولز
د راکس (به انگلیسی: The Rocks) یک حومه شهر در استرالیا است که در نیو ساوت ولز واقع شده‌است.